# أرضية

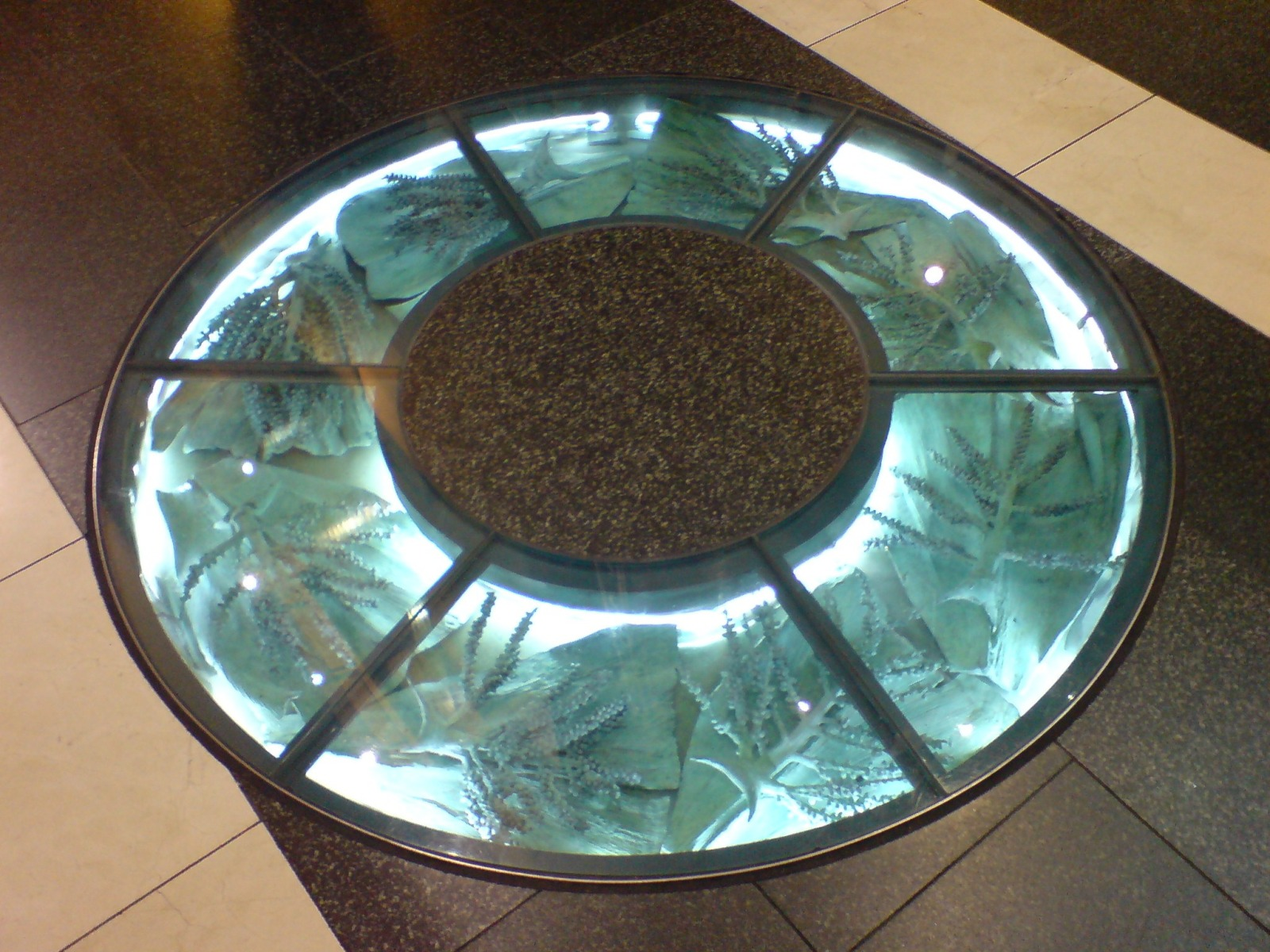
تحتوي بعض الأرضيّات على مادة الموزايك أو غيرها من النقوش الفنية.

الأرضيّة ويُقصد بها السطح المخصص للمشي في أي مكان ثابت، أو متحرك. وقد تحوّلت الأرضيّات بفضل التكنولوجيا الحديثة من مجرد أتربة في كوخ إلى سطحٍ مكوَّن من عدة طبقات. تتكوّن الأرضيّات من الحجارة أو الخشب أو الرمل أو المعدن أو غيرها من المواد التي تستطيع تحمُّل وزن أي شخص.
غالبًا ما تحتوي الأرضيّات على أرضيّة سفليّة لدعمها وغطاء أرضيّة يعد بمثابة سطح مناسب للمشي. حيث يدخل تحت طيّات الأرضيّة السفلية في المباني الحديثة أسلاك كهربائية وتجهيزات سباكة وخدماتٍ أخرى، ونظرًا لاستخدام الأرضيّات في أغراضٍ متعددةٍ يحتاج بعضها إلى التأمين؛ يجب أن يتم بناؤها بمقتضى قوانين البناء التي تم سنّها في الدول المتقدمة.

## هياكل الأرضيّة الخاصة
يُطلق لفظ الأرضيّة السفليّة على مكان وضع أحد هياكل الأرضيّة الخاصة مثل الأرضية العائمة على أرضيّةٍ أخرى.
تستخدم الهياكل الأرضيّة الخاصة في أغراضٍ متعددةٍ كالتالي:
- الشرفة، وهي أرضيّة تبرُز من أحد الجدران
- الأرضية العائمة، وهي أرضيّة تحد من الضوضاء والاهتزاز
- الأرضية الزجاجية، وهي كتلك التي توجد في المصاعد زجاجية القاعدة
- الأرضية الهزازة وهي التي تُحدث ضوضاء عند مرور شخص غريب عليها
- الأرضية المرفوعة، وهي التي يمكن بواسطتها الوصول بسهولة إلى المرافق التي تقع تحت الأرض
- أرضية نابضية، وهي التي ترفع مستوى أداء الرياضيين والراقصين وتعزّز سلامتهم

## غطاء الأرضيّة

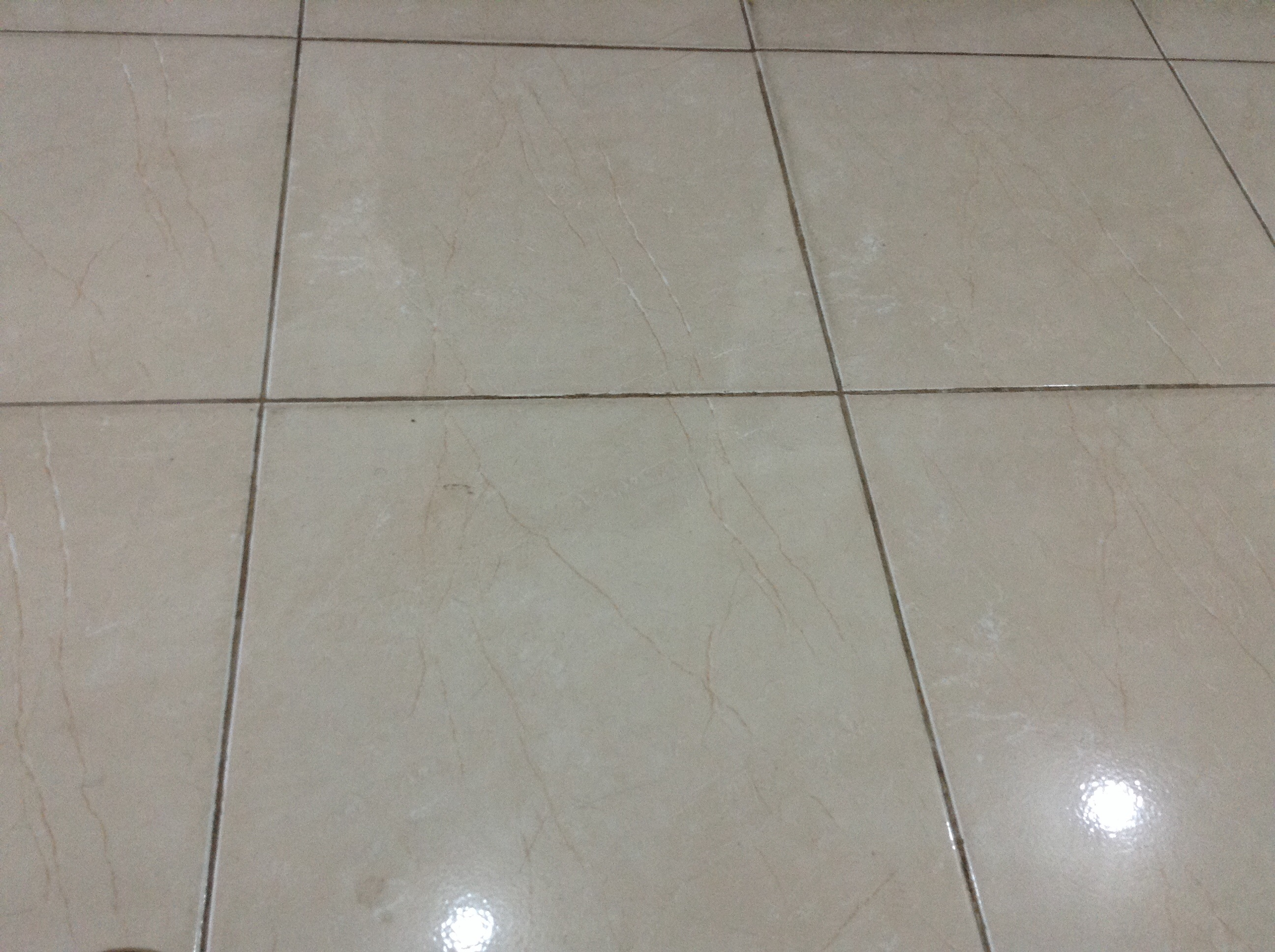
أرضية بمبلطة بالخزف.

يصف مصطلح غطاء الأرضيّة آخر مادة يتم وضعها على أحد هياكل الأرضيّة ليتكون بذلك السطح المخصص للمشي. وتطلق عملية التبليط على غطاء الأرضيّة الدائم أو على عملية تركيب هذا الغطاء. حيث يحمل كلاهما نفس المعنى غير أن غطاء الأرضيّة يُطلق أكثر على المواد الموضوعة بشكلٍ غير ثابت.
تتمثّل المواد التي تُصنّف على أنها غطاء أرضيّة في الموكيت والسجّاد والأرضيّات المرنة الفينيل (البلاستيك). أما المواد التي يُطلق عليها اسم البلاط فهي تتمثل في البلاط الخشبي والخشب المصفح وبلاط السيراميك والحجارة والموزاييك (أرضية من حصى الصخور أو الرخام) والعديد من الأغطية الأرضيّة غير الملتحمة.
تؤثر بعض العوامل كالتكلفة والقدرة على التحمُّل وعزل الصوت ومستوى الراحة والجهد الذي يتم بذله في التنظيف على اختيار مادة الغطاء الأرضي. كما أن بعض أنواع البلاط لا يمكن تركيبها تحت مستوى الأرض (أي تحت الطابق الأرضي)، ويجب أن يتم تجنُّب وضع الخشب المصفَّح أو الصلب في الأماكن التي قد تحتوي على رطوبة أو تكثيف.
وقد يتم بناء الأرضيّة السفليّة بطريقة تجعلها صالحة للاستعمال دون القيام بأي عمل إضافي كالآتي: 
- الأرضية الترابية المبنيّة من الطوب اللّبن أو الأرضيّات الطينية
- الطابق الأرضي الصلب المكوّن من الإسمنت المُملّط أو الغرانوليتي

كما أن هناك بعض الأشكال التي يمكن استخدامها في زخرفة الأرضية أو أداء أي خدمة مفيدة. وتتمثل في ميداليات ترصيع الأرضيات التي تعد محور زخرفة الأرضية أو المصارف التي تُستخدم في تصريف المياه أو فرك الأوساخ من الأحذية.

## إنشاء الأرضيّة السفليّة
قد يتم بناء الأرضيات على ألواح أو عوارض أو يتم استخدام بعض الهياكل الأخرى مثل البلاط المجوف القلب مسبق الصُنع، حيث تُقام الأرضية السفلية عليها وتتّصل بشتّى الوسائل بهيكل الدعم ويعمل الهيكلان معًا على دعم صلابة الأرضية التي يشعر بها أي شخص تحت قدمه. تتكوّن الأرضيات السفلية اليوم من طبقتين على الأقل مقاومتين للرطوبة (بدرجة "AC"، أحد جوانبهما متمَّم ومسطح ومغطّى بالرمل) من الخشب الرقائقي أو الألواح المركّبة التي يطلق عليها أيضًا اسم الطبقات التحتيّة توضع على ألواح الأرض التي تتكوّن من (نشارة الخشب محددة الأبعاد) التي تبلغ مساحتها 2×8 أو 2×10 أو2×12 وتبعد عن المركز بمسافة قدرها 16-بوصة (40.6 سـم) في الولايات المتحدة وكندا. تتكوّن بعض مكوٍّنات طبقات التّبليط التي توضع على الألواح الصلبة فقط من طبقةٍ مطّاطيةٍ مُرصّعةٍ أو بلاستيكيةٍ تُشبه إلى حد كبير غلاف الفقاعة ويعتبر أحد الدعامات البسيطة للّوح العالي الذي يبلغ قطره 1⁄2 بوصة (12.7 مـم). حيث يتم تشكيلها على هيئة مربعات مساحتها 2 قدم × 2 قدم (61 سـم × 61 سـم) وتتّصل حوافها لتشبه وصلة النقر واللسان. وكما يحدث عند إنشاء أي أرضية على ألواح وليس على خرسان يتم إضافة طبقة تحتيّة أخرى من الصفيح ذات وصلات متعرّجة؛ لتوزيع القوى التي قد تؤدي إلى فك إحدى الوصلات عند تعرُّضها لضغط الأحمال اليومية؛ كمشي أي شخص عليها.
يشترك أعلى طرف للبناء الأعلى جودةً في احتوائه على ثلاث طبقات، حيث تحتوي طبقتان منهما على ألواح يبلغ سُمكها 3⁄4 بوصة (19.1 مـم) (وكذلك الحال بالنسبة للطبقة الثالثة إن وجدت)، في حين يبلغ متوسط سمك الطبقتين نصف سمكهما في المباني الأقل تكلفةً — حيث تحتوي على لوح سُمكه 1⁄2 بوصة (12.7 مـم) مكسو بأرضية سفلية من الخشب الرقائقي سُمكها 1⁄4 بوصة (6.4 مـم). كما يجب أن يتم إنشاء ثلاث طبقات من الألواح وأرضيّة سفليّة متينة عند الطرف الأعلى للبناء أو في إحدى غرفه لكي يمنع حدوث تشقق في بلاط الأرض العريض الذي يبلغ طول أحد جوانبه 9–10 بوصات (22.9–25.4 سم) أو أكثر، وعادةً ما يحتوي الهيكل الذي يقع تحت هذه الأرضيّة على لوحي ربط وتثبيت متقابلين يستخدمان في توزيع الوزن؛ حتى لا تقل درجة الارتخاء على أيّهما بقدر الإمكان أثناء التحميل اليومي على الأرض التي تعلوهما.
في أوروبا وأمريكا الشمالية يندُر وجود أرضيّات بلا غطاء أرضيّة فاصل نظرًا لتغيّر ظروفها التي تتعلق بعمليات البيع أو الشراء في المبنى الجديد؛ الذي دُفعت فيه نصف الرسوم الجمركية وبعض الأسواق المؤجَّرة، حيث يتم عرض هذه الأرضيّات على من يؤجر المكان الجديد (المستأجر) ليختار غطاء الأرضيّة الذي يروق له والذي غالبًا ما يكون من السجّاد الذي يكسو المساحة ما بين الجدارين أو من الفينيل (البلاستيك). كما تحتاج الأرضيّات المكسوَّة بالخشب ("الخشب الصلب") وتلك المتمَّمة المغطاة بالبلاط بصفةٍ عامةٍ إلى أرضيّة سفليّة أقوى وأعلى جودةً خاصةً في الطبقة الأخيرة. فعند اتصال قاعدة الجدران بالأرضيّة تتكوّن نقطة مشتركة بينهما، لا يتم بناء الطبقة الأخيرة للأرضيّة، والتي دُفعت نصف قيمة رسومها الجمركيّة من الخشب الصلب، وبالتالي فقد يصبح وضع النقطة المشتركة خاطئًا؛ إلا إذا تمّ تأجيل إنشاء إطار قاعدة الجدار حتى يتم اختيار غطاء الأرضيّة.
قد تحتوي الأرضيّة السفليّة أيضًا على جهاز تسخين تحت الأرض وفي حالة عدم استخدام جهاز التسخين الإشعاعي تصبح فتحات الثقب إحدى وصلات أنابيب الهواء القسري لكلٍ من أجهزة التسخين ومبردات الهواء أو فتحات أنابيب الماء الساخن القسري أو أنابيب نقل التدفئة بالبخار التي تنقل الحرارة من الفرن إلى المبادلات الحرارية (أجهزة الإشعاع) للغرفة المحليّة.
كما يتم تركيب بعض الأرضيّات السفليّة تحت قمة مستوى سطح ألواح البلاط المجاورة ويتم ربط هذه الأرضيات بلوح مرتفع ليشكّل صندوقًا من الخشب الرقائقي يحتوي على قوالب خرسانية يزيد طولها عن إنشان (5 سم) (ويطلق عليها البناة لفظ «الأرض الطينية»). أما الأرضيّة التي تم تركيبها برفق والمغطاة بشبكةٍ ليفيةٍ، وكسوة أرضية بناء خرساني مركّبة؛ فتُستخدم في الأرضيّات المبلّطة الأقل حجمًا وأعلى جودةً، حيث تُناسب درجة حرارة هذه الأرضيّات السفليّة «الخرسانية» بلاط السيراميك، كما يشيع استخدامه في بناء المطابخ والمغاسل لا سيما دورات المياه العادية والرّاقية وغيرها من الغرف؛ حيث تُستخدم مساحات واسعة من بلاط السيراميك في بناء أرضيّة متمَّمة. وعادةً ما يُضاف إلى الأرضيّات المغطّاة ببلاط سيراميك صغير (يبلغ طوله 4.5 بوصة (11.4 سـم) أو أقل) طبقة واحدة من الخشب الرقائقي (إن أمكن) يبلغ طولها 1⁄4-بوصة (6.4 مـم) ويتم استبدال المواد اللاصقة والسفليّة بوصلات مرنة ودعامات مرنة جزئيًا؛ يتم تصميمها بشكل يجعلها تتحمّل الثَني الذي لا يستطيع البلاط الكبير تحمُّله دون أن ينكسر.

### إنشاء الطابق الأرضي
قد يتم إنشاء الطّابق الأرضي من التراب ويطلق عليه أرضيّة ترابيّة أو من الألواح الخرسانية ويطلق عليه طابق أرضي صلب.
يَندر وجود طوابق أرضيّة من الألواح في خطوط العرض الشمالية حيث يتسبب الجليد في تعرض البناء إلى مشكلات جسيمة، إلا في المساحات الداخلية الساخنة كالسراديب، أو المباني الخارجية غير الساخنة كالأكشاك أو الورش حيث يمنع ثبوت درجة الحرارة تكوين أكياس من المياه المذابة. كما يتم تجهيز الطوابق الأرضيّة المصنوعة من الألواح للصَّب عن طريق تسوية المكان الذي يتضمّن في العادة إزالة التربة السطحية والمواد العضوية الأخرى تمامًا من مكان الألواح. وعندما يتم تسوية أرضيّة المكان وإزالة أي مادةٍ عضويةٍ منها بحيث تكون مسطّحة وأفقية؛ يتم تغطيتها بقشرة صلبة مطبّقةٍ من الرمل والحصى الذي يعمل على توزيع القوة. وقد يتم حفر قنوات أكثر عمقًا خاصةً عند أطراف اللوح وعلى امتداد عرضه على مسافاتٍ منتظمةٍ؛ يتم خلالها طيّ وتركيب سلسلة متواصلة من حديد التسليح؛ لتثبيتها على قمتين عند تكوين لوح سفلي «أي عارضة خرسانية». وعادةً ما يتم إضافة شبكة منفصلة من حديد التسليح أو شبكة أسلاك ملتحمة فوق ارتفاع القاع المستهدَف (على نفس مستوى الطبقة الفوقيّة المضغوطة المكوَّنة من التراب والحصى)، وذلك بهدف تسليح الخرسانة، ويتم ربطها على فترات بحديد التسليح الذي يقع تحت اللوح «العارضة». كما تُستخدم العوارض المصبوبة التي تقع تحت اللوح بصفةٍ خاصةٍ إذا أمكن استخدام اللوح في البناء، أو بمعنى آخر، لدعم أحد أجزاء المبنى.

### إنشاء الطابق العلوي
عادةً ما يتم إنشاء أرضيّات البيوت خشبية الإطار من ألواح يبعد مركزها بمسافةٍ لا تزيد عن 16 بوصة (41 سنتيمتر) بمقتضى معظم قوانين البناء. ويتطلب بناء الأرضيّات الثقيلة كتلك التي تُبنى من الحجارة، وضع الألواح على مسافات أكثر قربًا. وعندما تكون المسافة بين جدران تحميل الحمولة طويلة جدًا بالنسبة للألواح لدعمها، قد يتم استخدام قاعدة أفقية ثقيلة (سميكة أو من الخشب الرقائقي أو الألواح الخفيفة أو الألواح الثقيلة المعدنية). ثمّ يتم وضع «أرضيّة سفليّة» من الخشب الرقائقي أو نشارة الخشب فوق الألواح.

### المرافق العامّة
في المباني الحديثة، هناك العديد من الخدمات التي يتم تقديمها عن طريق الأنابيب والأسلاك المدفونة تحت الأرض أو فوق السقف. كما تعتبر أرضيّة أحد الطوابق سقفًا للطابق الذي تحتها (إن وجد).
تتمثّل الخدمات التي تقدمها الأرضيّات السفليّة في الآتي:
- تكييف الهواء
- ألياف الاتصال
- الأسلاك الكهربائية
- مكافحة الحرائق
- العزل الحراري
- تجهيزات السباكة
- أنظمة الصرف الصحي
- عازل الصوت
- جهاز التسخين تحت الأرض

عند إنشاء الأرضيات المزوّدة بألواح يتم إدخال المرافق العامّة تحت الأرض من خلال حفر فتحاتٍ صغيرةٍ داخل الألواح لتكون بمثابة الممرات. في حين يتم إدخال المرافق تحت الألواح عند إنشاء الأرضيّات فوق البدروم أو السِرداب مما يُقلل من تكاليف البناء. كما أن أنابيب أجهزة تكييف الهواء (أنظمة التدفئة والتبريد المركزيّة) لا يمكنها أن تعبر خلال الألواح أو العوارض نظرًا لضخامتها، وبالتالي عادةً ما يتم وضع الأنابيب عند جهاز التهوية أو بالقرب منه أو يتم دفنها تحت الأرض (أو فوق السقف).
كما يمكن وضع مواسير السباكة والصرف الصحي وأجهزة التسخين تحت الأرض وغيرها من المرافق مباشرةً في الأرضيّات المكوًّنة من الألواح عن طريق المجاري المائية للأرض المسامية. ومع ذلك، فقد تتم صيانة هذه الأنظمة فيما بعد بتكلفةٍ عاليةٍ نظرًا لضرورة فتح الخرسانة أو غيره من الهياكل الراسخة في الأرض. كما توجد أرضيّات يتم تسخينها باستخدام الكهرباء، ويمكن استخدام كلا النظامين أيضًا عند إنشاء أرضيّات خشبية.

## مسائل تتعلق بالأرضيّات
قد تؤدي الأرضيات الخشبية وبخاصة القديمة منها إلى حدوث «صرير» في بعض الأماكن. وعادةً ما يحدث ذلك نتيجةً لاحتكاك الخشب ببعضه عند اتصاله بالأرضيّة السفليّة. إلا أن ربط الخشب ببعضه بشدَّة بالبراغي أو المسامير قد يحد من حدوث هذه المشكلة.
يعد اهتزاز الأرض أحد المشاكل التي تواجه إنشاء الأرضيّات. حيث تُحدث الأرضيّات الخشبية صوتًا عند السير عليها بخُطى سريعة وترددات جهيرة منخفضة. بينما تحد الأرضيات العائمة من حدوث هذه المشكلة. لا تتعرّض الأرضيّات الخرسانية لهذه المشكلة نظرًا لضخامتها إلا أنّ بناءها يعتبر مكلفًا، كما أنها يجب أن تلتزم بمتطلبات البناء الصارمة نظرًا لثقلها.
قد تحتاج بعض الأرضيّات إلى صيانة، كأرضية صالات الألعاب الرياضية التي تُستخدم كمقاعد في حفلات التخرج. حيث يمكن استخدام غطاء أرضية صالات الألعاب الرياضية في تلبية المتطلبات غير المتوفرة.

## تنظيف الأرضيّة
يعد تنظيف الأرضيات أحد الوظائف الرئيسية في جميع أنحاء العالم. حيث يعد التنظيف أمرًا ضروريًا نظرًا لأنه يمنع حدوث أية إصابات نتيجة للانزلاق على الأرض كما أنه يزيل الأوساخ. كما يتم تنظيف الأرضيّات لحماية سطحها الخارجي أو تجميله. قد تتسبب الطريقة السليمة لتنظيف أحد أنواع الأرضيّات في تلف غيرها، لذلك يجب استخدام الطريقة التي تناسب نوع الأرضيّة.